# Nils Erik Gjerdevik
Nils Erik Gjerdevik (født 7. august 1962 i Oslo, død 26. september 2016 på Frederiksberg) var en dansk billedkunstner. 
Gjerdevik, der arbejdede med maleri, keramik, objekter og grafik, gik på H.C. Høiers malerskole 1983–83 og på Kunstakademiet i Prag i 1984. Som billedkunstner arbejdede han især med det nonfigurative, med forholdet mellem form og farve.
Han udførte udsmykningsopgaver for blandt andre Folketinget, Københavns Universitets Søndre Campus og Operaen på Holmen. 
Som udøvende kunstner er ham repræsenteret på blandt andre Statens Museum for Kunst, ARoS Aarhus Kunstmuseum, Esbjerg Kunstmuseum, Horsens Kunstmuseum og Vejle Kunstmuseum, Nasjonalgalleriet i Oslo og Malmö Konstmuseum.
Han blev hædret med Eckersberg Medaillen i 2002.